# 944 в Україні
944 в Україні — це перелік головних подій, що відбулись у 944 році на території сучасних українських земель.

## Події
- Початок походу київського князя Ігора І Рюриковича на Константинополь та укладення Русько-візантійського мирного договору з імператором Романом I Лакапіном за яким руським купцям дозволялось безмитно торгувати в Царгороді за зобов'язання захисту візантійських володінь у Криму.